# Hase-Brunnen (Hannover)

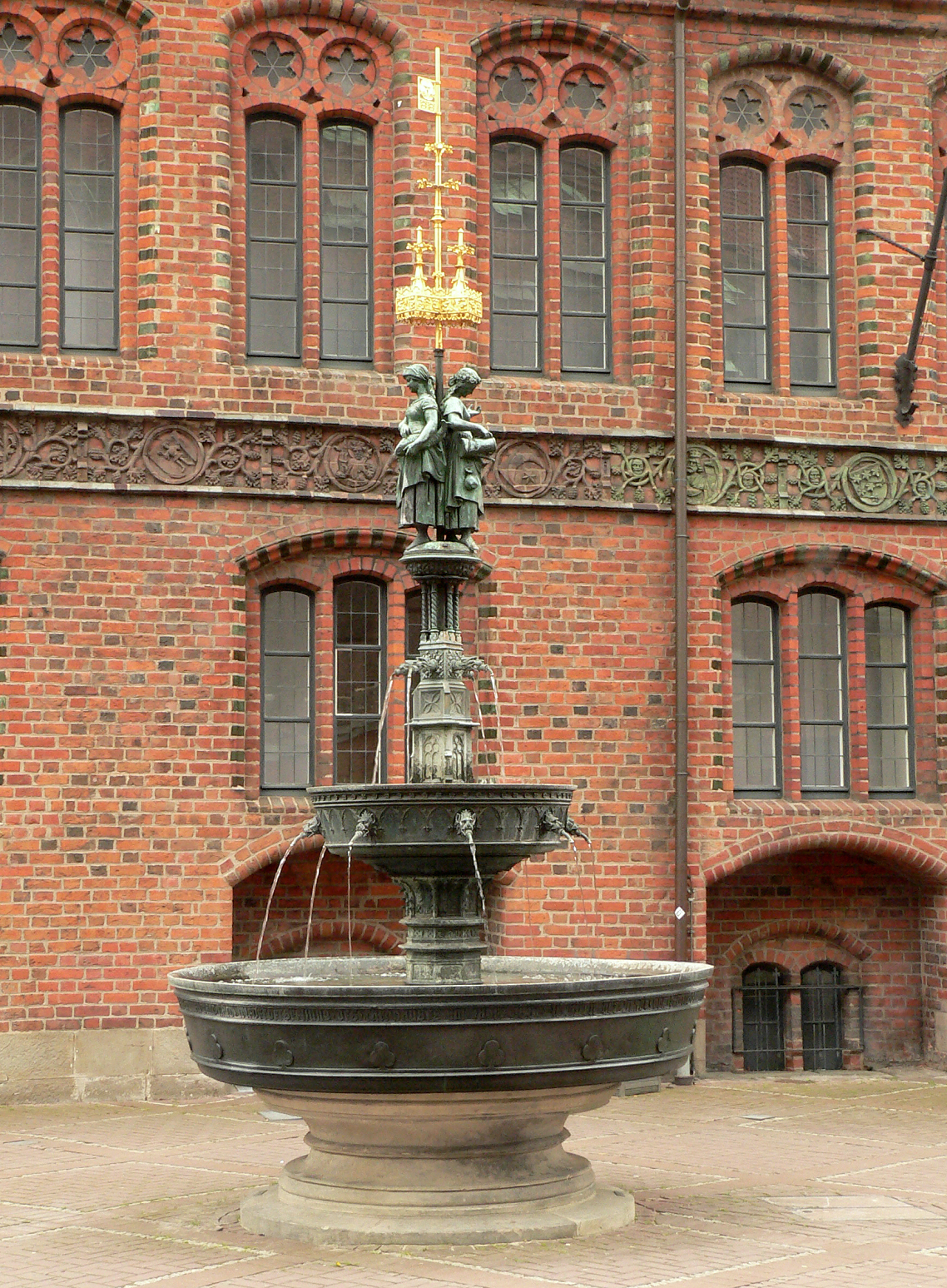
Der nach Conrad Wilhelm Hase benannte Hase-Brunnen wird nach seinem Standort auch Marktbrunnen genannt.

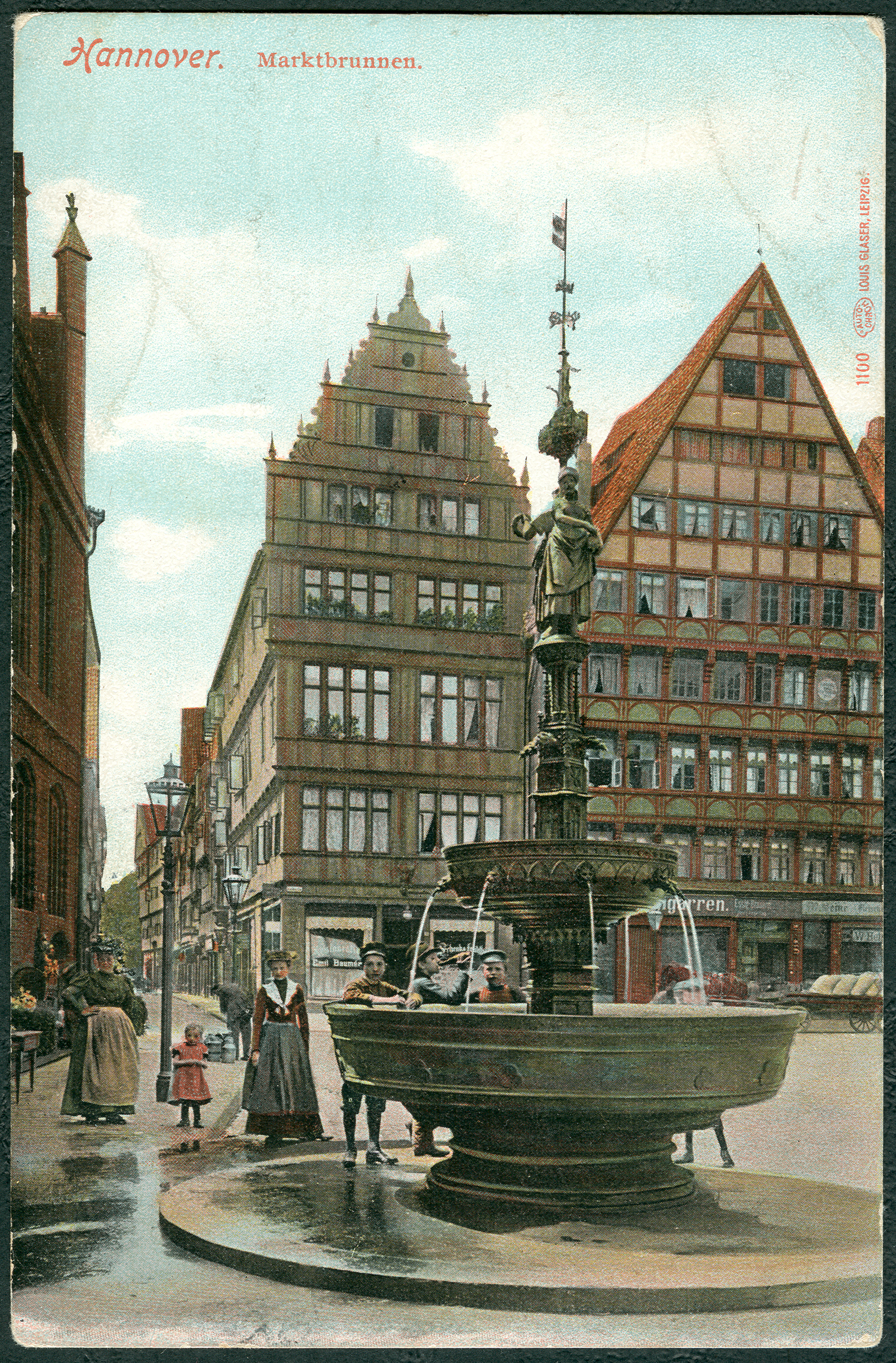
Um 1900: Der Brunnen mit Marktfrauen und Kinder an seinem ursprünglichen Aufstellungsort;
autochrom-kolorierte Ansichtskarte Nr. 1100 von Louis Glaser

Der Hase-Brunnen, auch Marktbrunnen genannt, ist ein im letzten Viertel des 19. Jahrhunderts von den Bürgern der Stadt Hannover gestifteter Brunnen. Laut der Stiftungs-Urkunde beteiligten sich 113 Spender an der Finanzierung des Baus, der städtebaulich als Zierbrunnen den historischen Marktplatz bereichern und als auch als Denkmal dienen sollte: Die Anlage erinnert seitdem an das durch den Architekten Conrad Wilhelm Hase wiederhergestellte Alte Rathaus, das Hase später in mittelalterlichen Bauformen zu Karmarschstraße hin erweiterte.

## Geschichte und Beschreibung
Zeitgleich mit Hases Restauration des Alten Rathauses bekam die Stadt Hannover auf dem Marktplatz, dem historischen Hauptverkehrsplatz des alten Stadtteils, auch eine neue Trinkwasserleitung gelegt. Laut zeitgenössischer Darstellung wurden beide Ereignisse „von dem intelligenteren Theile der Stadtbewohner“ dermaßen begrüßt, dass „eine Anzahl patriotischer Männer“ sich mit der Ausführung eines angemessenen Brunnens beschäftige, während der Bankdirektor Wilhelm Basse hierfür in kürzester Zeit von Mitbürgern die Summe von 15000 Mark einsammeln konnte. Für diesen Betrag sollte Conrad Wilhelm Hase eine an den neugotischen Stil des alten Rathauses angepasste Anlage errichten. Als Aufstellungsort wählte Hase eine Stelle in der Achse der Dammstraße mittig vor der Längsseite des alten Verwaltungssitzes, die „seit ältester Zeit die Grenze zwischen dem Fisch- und Blumenmarkt“ bildete. Um diesen Zusammenhang bildlich darzustellen, zeichnete der hannoversche Maler Hermann Schaper zwei Figuren;
- eine zum Fischmarkt ausgerichtete Fischerin, die in ihren starken Armen einen großen Karpfen hält, den damaligen „Lieblingsfisch der Norddeutschen“,
- und eine zum Blumenmarkt blickende Gärtnerin, die in einer Hand einen geflochtenen Kranz aus Rosen zum Verkauf anbietet, während sie in der anderen Hand eine Gießkanne zur Blumenbewässerung hält.

Dass sowohl das Fischmädchen wie auch das Blumenmädchen auf Wasser angewiesen waren, stellen zwei symmetrisch gegenläufige Wasserstrahlen aus dem Maul des Karpfens und wie auch aus der Gießkanne der Blumenverkäuferin dar. Über beide Figuren wurde je ein profan gestaltetes als vergoldete Bekrönung ausgeführtes Schutzdach erdacht, das zur Unterscheidung von Baldachinen bei Heiligenfiguren mit einem polygonalen, mit Efeu und Rosen durchflochtenen Randgestell umgeben wurde.
Die beiden Verkäuferinnen, die ihren Rücken an den Mittelpfosten lehnen, wurden von dem hannoverschen Bildhauer Wilhelm Engelhard geschaffen. Alle anderen figuralen Bildelemente entstanden nach Modellen des ebenfalls in Hannover tätigen Bildhauers Theodor Maßler. Dazu zählt eine auf der Spitze installierte Fahne mit dem dreiblättrigen Kleeblatt, eines der uralten Wappen der Stadt Hannover. Für das weitere Wasserspiel wurden „zwei Schalen übereinander angebracht; von denen die obere durch 4, die untere durch 8 aus Löwenköpfen“ strömende Wasserstrahlen gespeist werden.
Am Rand der größeren Wasserschale wurde mit erhabenen Buchstaben die Inschrift

„Dieser Brunnen ward nach Wiederherstellung des Rathhauses im Jahr 1881 zu Ehren der Stadt von Bürgern Hannovers errichtet“

aufgebracht.
Zudem wurde „auf der Rückseite des Brunnens [folgende Verse...] eingegraben:“

„Conr. Wilh. Hase hat mich erdacht,

H. Engelhard meine Figuren gemacht,

H. Gladenbeck und Sohn den Guss vollbracht.“

Während die Basis des Brunnens, auf dem die größere Schale ruht, aus hartem Sandstein gebildet wurde, wurden sämtliche außenliegende Teile des Hase-Brunnens, von der in Berlin ansässigen Firma H. Gladenbeck & Sohn gegossen und anschließend durch ein spezielles Verfahren mit einem Patina-ähnlichen Überzug gefärbt. Lediglich die Wasserbecken wurden mit einer Kupferschale ausgekleidet, zudem waren die Leitungen teils aus Kupfer und Blei gefertigt. Für eventuelle Reparaturen der im Inneren verlaufenden Rohre und Ventile wurde ein „Mannloch“ vorgesehen.
Der Brunnen wurde mittig der zur Marktkirche zugewandten Rathausfront aufgestellt, in der Mitte einer halbkreisförmigen Ausbiegung eines Fußweges, deren Mittelpunkt zufällig mitten in der Achse der Dammstraße lag. Schließlich wurde der Brunnen am Vormittag des 14. Oktober 1881 „von den Schenkgebern“ feierlich an die städtische Verwaltung übergeben werden.
Allerdings wurde der Hase-Brunnen häufig von Fuhrleuten als Pferdetränke zweckentfremdet, so dass es immer wieder zu Beschädigungen kam. Daraufhin wurde im Jahr 1908 angeregt, den Marktbrunnen mit Granitpfosten und dazwischen angebrachten Eisenstangen einzufassen.
Während der Luftangriffe auf Hannover im Zweiten Weltkrieg wurde der Brunnen durch Fliegerbomben in Mitleidenschaft gezogen; erst in der Nachkriegszeit floss – nach Beseitigung der Kriegsschäden an Becken und Figuren – anlässlich der Neueröffnung des wiederhergestellten Ratskellers 1954 erstmals wieder Wasser aus dem Brunnen.
Im Zuge der Neu-Pflasterung des Marktplatzes wurde der Hase-Brunnen 1960 an seinen heutigen Standort transloziert.

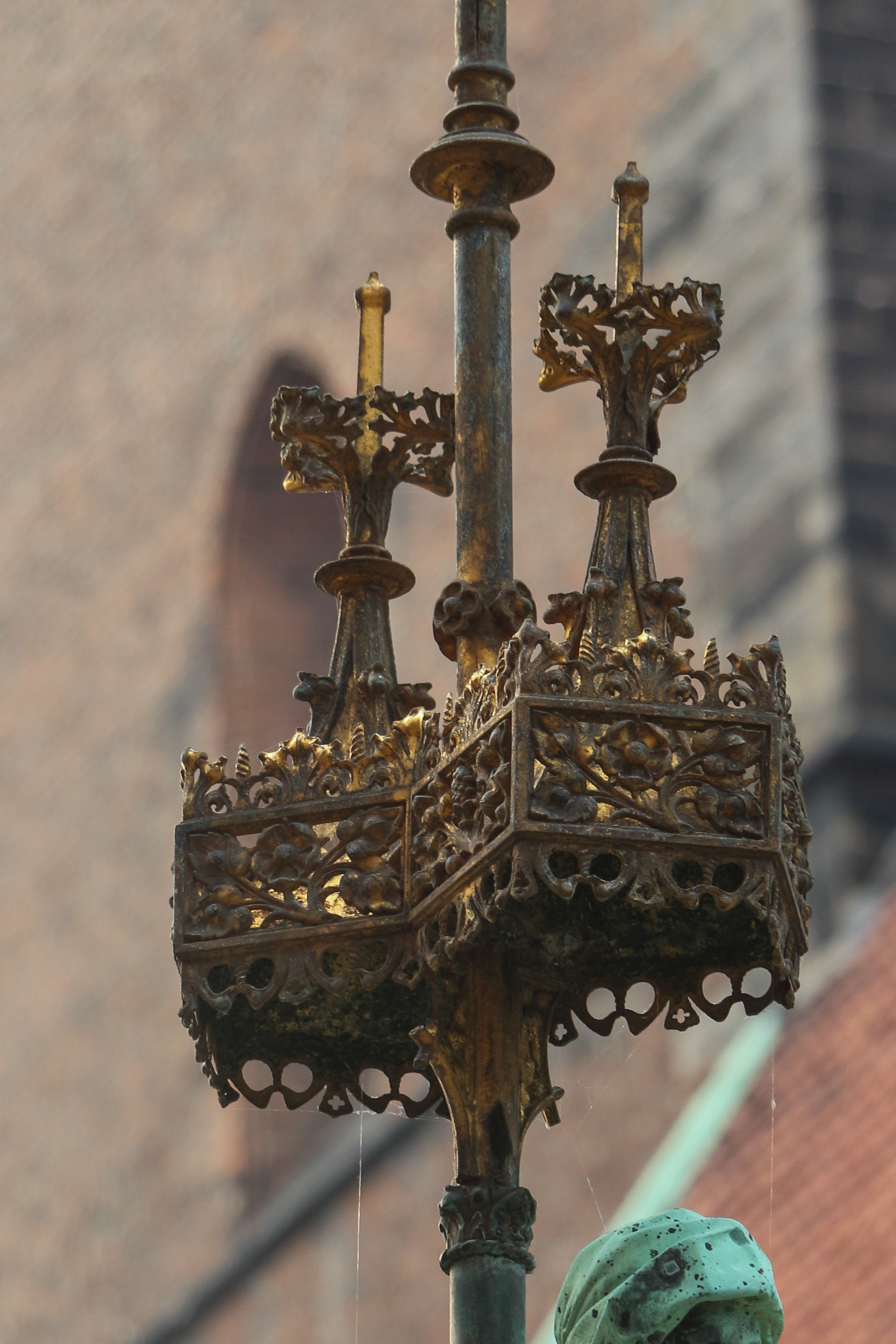
Vergoldete Bekrönung
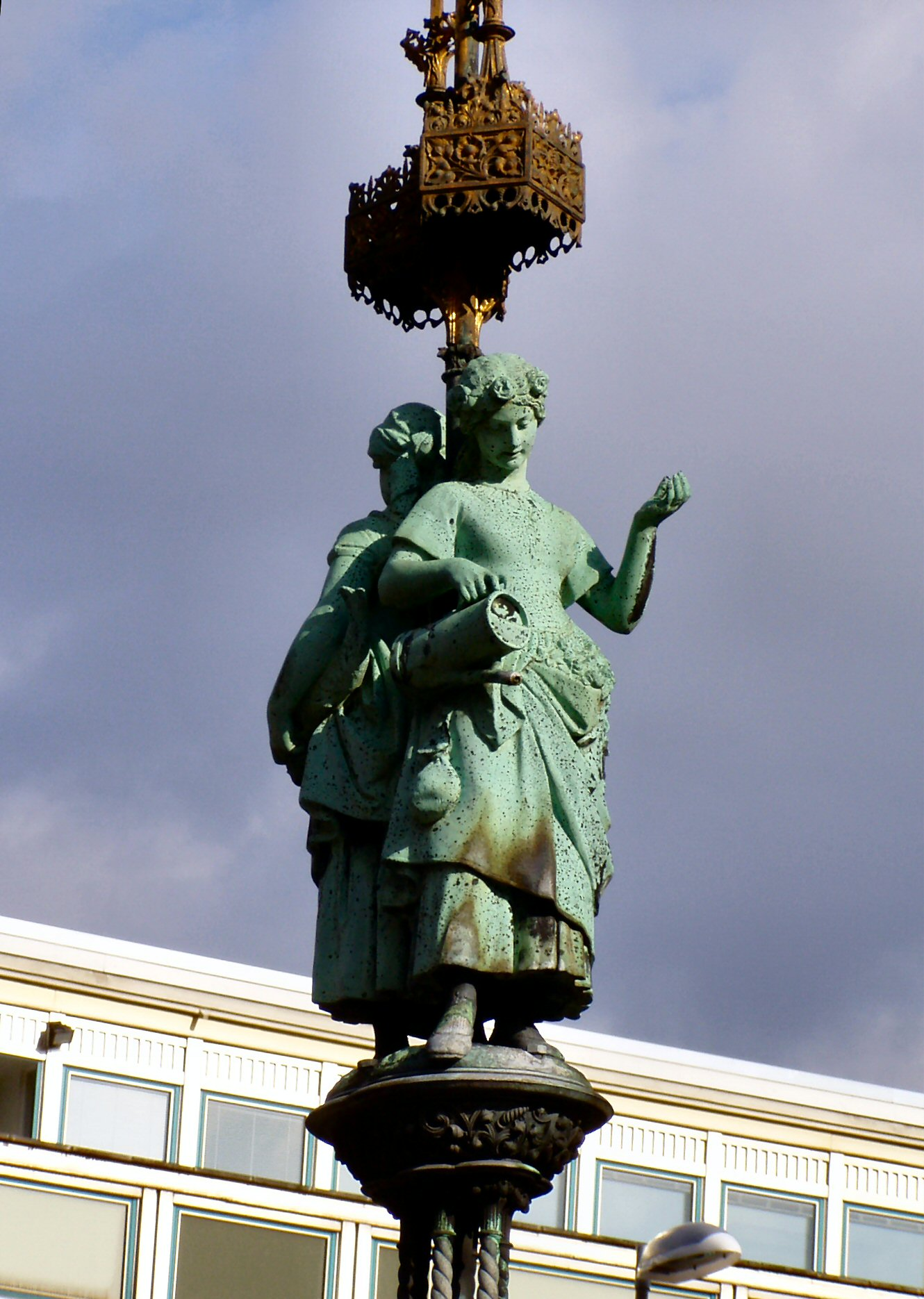
Blumenmädchen mit Wasserkanne
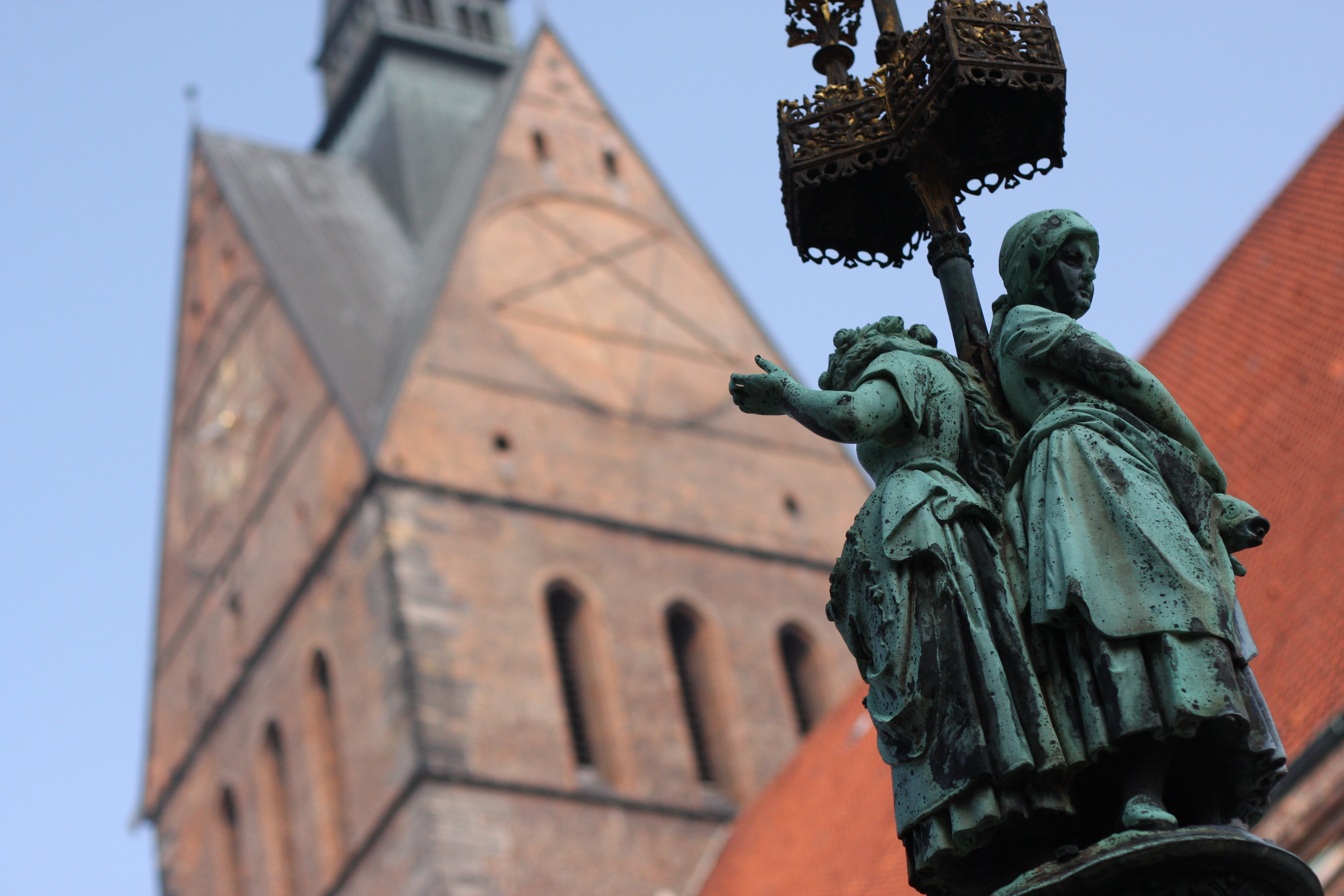
Das Mädchen mit dem Fisch vor dem Turm der Marktkirche
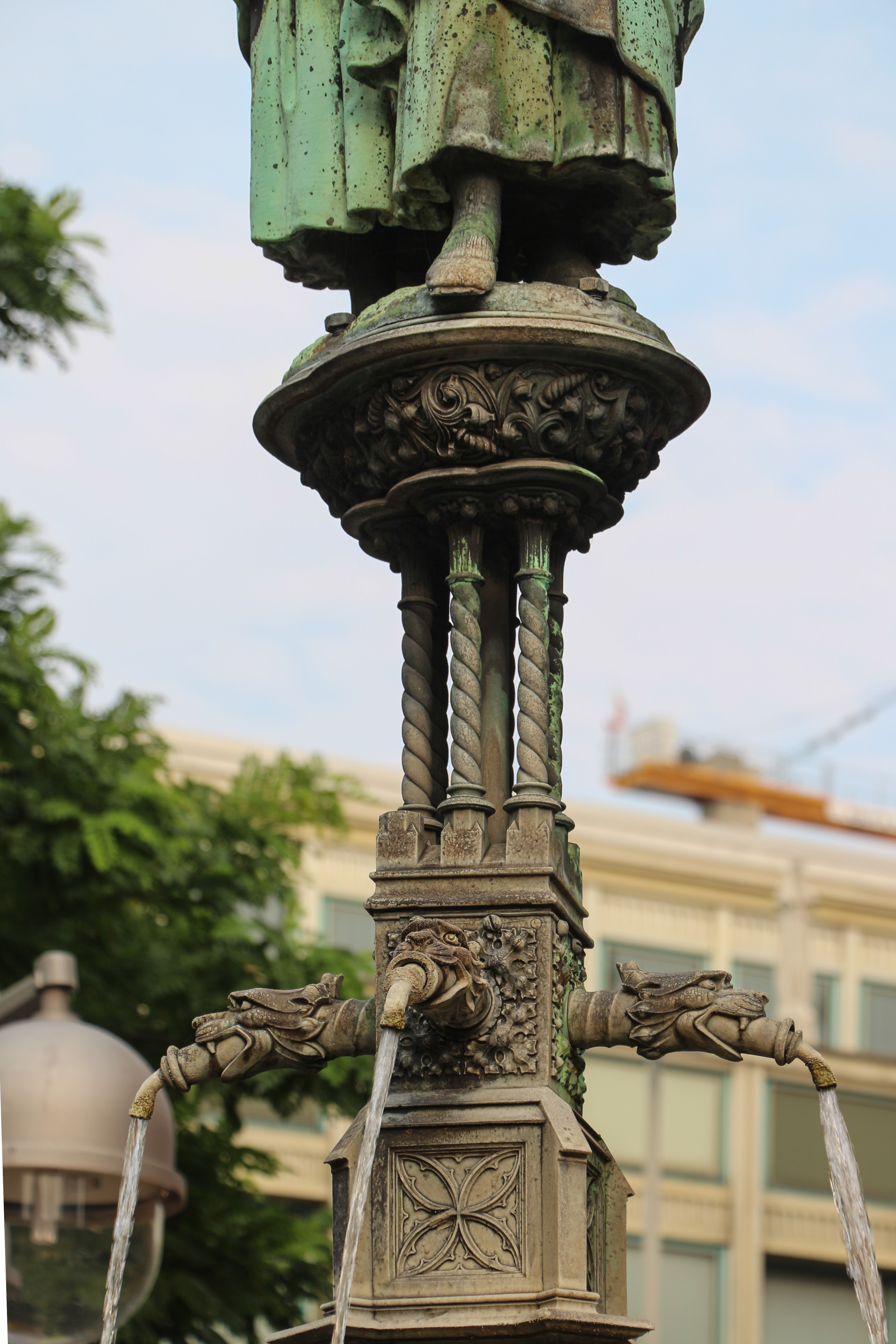
Verzierungen am Schaft
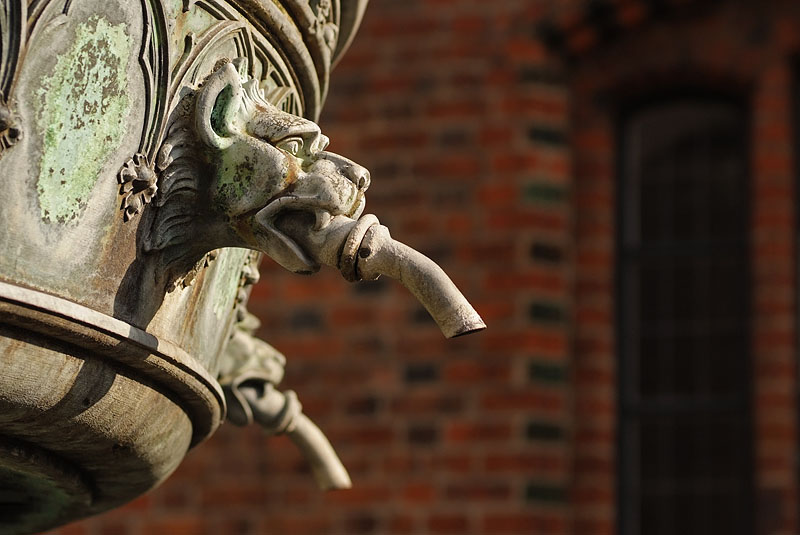
Tierköpfe als Wasserspeier
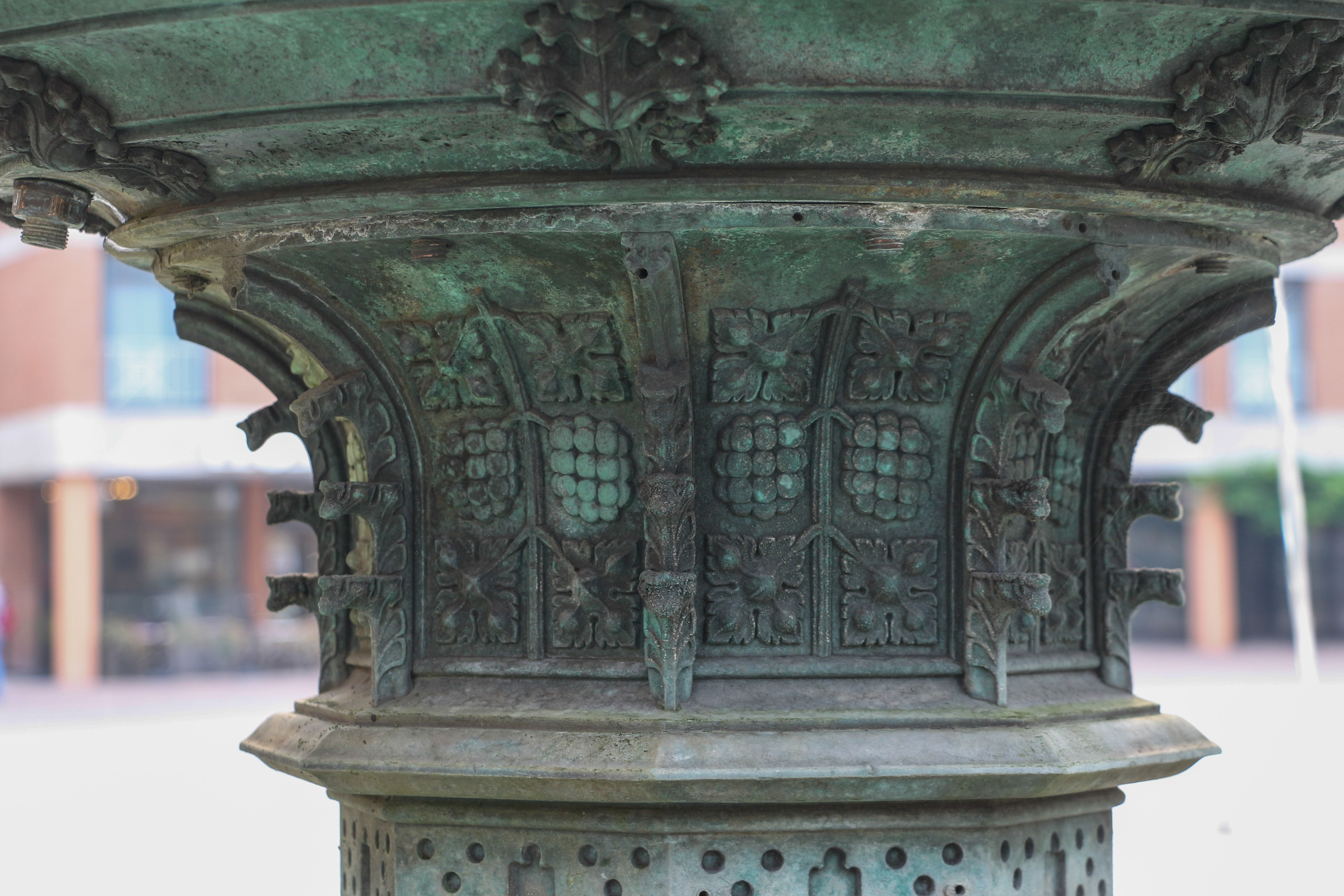
Stilisierte Weintrauben unter dem oberen Wasserbecken